# Szenebhenaf
Szenebhenaf (snb-ḥnˁ=f, „Az egészség vele van”) ókori egyiptomi vezír a második átmeneti kor idején,
Neve lánya, Montuhotep királyné koporsóján maradt fenn, melynek felirata közli, hogy a királyné apját Szenebhenafnak, anyját Szobekhotepnek hívták. Montuhotep férje egy Dzsehuti nevű uralkodó volt, akiről nem tudni pontosan, melyik dinasztiához tartozott a második átmeneti koron belül; a XVI. dinasztia és a XVII. dinasztia elejére is datálták.
Egyes egyiptológusok feltételezték, hogy azonos a XIII. dinasztia idején, Ibiau és Mernoferré Ay idejében élt Ibiau vezír két fia közül, akiket mindkettejüket Szenebhenafnak hívták. Amennyiben igaz, úgy a XIII. dinasztia közepének és végének alsó-egyiptomi uralkodói és a Dzsehuti által uralt felső-egyiptomi királyság közt fontos időbeli kapcsolatot lehetne felállítani. Wolfram Grajetzki azonban rámutatott, hogy jelenleg az azonosítás gyenge lábakon áll.